# William Absolon
William Absolon (Great Yarmouth, 1751 – Great Yarmouth, 1815) è stato un pittore e decoratore britannico.

## Biografia
William Absolon nacque a Great Yarmouth nel 1751.
Iniziò la sua carriera lavorativa nel commercio di porcellane, vetrerie e terrecotte.
Intorno al 1790 avviò un'altra attività, uno stabilimento di decorazione per smaltatura, cioè pittura, e doratura per ceramiche con stemmi, figure, bordi, dove lavorò sul bianco delle porcellane di varie case dello Staffordshire e di Leeds, tra cui quella particolarmente celebre di Wedgwood.
Possedeva un forno a muffola, quindi comprava questa figura bianca e la  dipingeva per metterla in vendita.
La maggior parte della sua decorazione era ispirata da temi locali come l'agricoltura, la pesca, la costruzione navale, le attività militari e il porto di Great Yarmouth.
Absolon ottenne un buon successo con le sue attività, sia commerciali sia artistiche, provvedendo a un mercato di classe media in una fiorente città mercantile e navale.
Il marchio di William Absolon è anche registrato sotto le basi delle figure di Venere, come dimostrano i pezzi conservati al British Museum.
Tra i suoi pezzi più pregiati menzioniamo un bicchiere eccezionalmente raro che commemora il fallito tentativo di assassinio di Giorgio III del Regno Unito.
William Absolon morì a Great Yarmouth nel 1815.